# André Raynaud
André Raynaud (10 de noviembre de 1904-20 de marzo de 1937) fue un deportista francés que compitió en ciclismo en la modalidad de pista. Ganó una medalla de oro en el Campeonato Mundial de Ciclismo en Pista de 1936, en la prueba de medio fondo.

## Medallero internacional
| Campeonato Mundial | Campeonato Mundial | Campeonato Mundial | Campeonato Mundial |
| Año                | Lugar              | Medalla            | Competición        |
| ------------------ | ------------------ | ------------------ | ------------------ |
| 1936               | Zúrich (Suiza)     | Medalla de oro     | Medio fondo (P)    |